# Richard Pockridge
Richard Pockridge (ur. 1690, zm. 1759) – irlandzki budowniczy, muzyk i konstruktor instrumentów muzycznych.
Pockridge początkowo zajmował się budowaniem domów i osuszaniem bagien. W 1743 skonstruował instrument składający się z zestawu kieliszków do wina strojonych poprzez częściowe ich napełnianie wodą i nazwał go anielskimi organami. Wkrótce stał się też pierwszym wirtuozem tego instrumentu. 
Z repertuarem Muzyki na wodzie Georga Händla koncertował początkowo w Dublinie a następnie w całej Wielkiej Brytanii. 
Kształcił również uczniów. Jedną z jego uczennic była Ann Ford, która w 1761 wydała pierwszy podręcznik do nauki gry na tym instrumencie.